# 自由之家 (韓國)
自由之家（자유의집）是一座位於是一處於朝鮮半島板門店南方，由大韓民國所興建的4層建築物。它與朝鮮民主主義人民共和國的板門閣相對，均為負責南北聯絡業務的地方。

## 歷史
自由之家於1996年12月13日動工，並在1998年7月9日落成。隨著兩韓交往增多，和平之家與板門閣先後成為兩國政府和首腦會面的地方。2019年6月30日，美國總統當勞·特朗普造訪南韓。期間，他籍此到訪板門店並和北韓的最高領導人金正恩於自由之家會面。

## 資料來源
1. ↑  . 韓聯社. 2019-01-19  [2019-06-30]. （原始内容存档于2018-09-08） （韩语）.